# Senegalia mirandae
Senegalia mirandae es una especie de planta fanerógama de la familia Fabaceae.

## Descripción
Arbusto o árbol pequeño, las ramas y tallos hirtelosos, armado con aguijones curvos y anchos en la base. Hojas hasta de 20 cm de largo, pecíolos por lo general armados, de 3 a 3.5 m de largo, con una glándula sésil a medio pecíolo; raquis armado de 8 a 12 cm de largo, con 11 o 15 pares de pinnas de 3 a 6 cm de largo; folíolos numerosos de 40 a 85 pares, asimétricamente linear oblongos, agudos hacia el ápice, de 4 mm de largo y 1 de ancho. Espigas en panículas, de 5 a 8 cm de largo con el eje principal tomentoso; espigas de 1 a 2 cm de largo; flores blancas, sésiles, cáliz y corola pubescentes, corola hasta el doble del largo del cáliz y profundamente lobulada; estambres de 3 a 5 mm de largo, anteras glandulares; ovario pubescente y estipitado. Legumbre de 10 a 13 cm de largo por 2.5 a 3.2 cm de ancho, las valvas gruesas, coriáceas, amarillentas o pardas cuando maduras, generalmente glabras; semillas elípticas, pardas de 9 a 12 mm de largo y de 5 a 7 mm de ancho.

## Distribución
Se localiza en México, en Oaxaca (distrito de Juchitán) y en Chiapas (en Ocozocoautla, Arriaga y Cintalapa).

## Hábitat
Crece a altitudes de entre los 600 y 800 m s.n.m.

## Estado de conservación
No se encuentra bajo ninguna categoría de riesgo en las normas mexicanas e internacionales (Norma Oficial Mexicana 059).